# Национални хайдушки празници „Капитан Петко войвода“
Националните хайдушки празници „Капитан Петко войвода“ са придружени с тържества чествания, в памет на живота и борбите на Петко Киряков – Капитан Петко войвода.
Откриването на тържествата започва с образуването на празнично шествие и поднсянето на венци пред бюст-паметника на войводата, намиращ се на главната улица на град Чепеларе „Васил Дечев“. Организатори на честванията са община Чепеларе, с подкрепата на „Съюза на тракийските дружества в България“ и преседателят им Красимир Премянов, както и родолюбиви граждани на града.
В празничната програма и възстановката на събитията по посрещането на Капитан Петко в Чепеларе участват Детски танцов състав към НЧ „Родопска искра – 1880“, гайдарски състав „Петко Войвода“, сдружение „Родопски хайдути“, други самодейни състави и Ансамбъл „Шевица“. Пред събралото се множество се показва автентичната пушка, принадлежала на Капитан Петко и предоставена от Регионалния исторически музей в град Смолян специално за възстановката. За произхода, на която има две легенди. Според едната, тя му е подарък от италианския революционер Джузепе Гарибалди, а според друга оръжието му е личен дар от руския император Александър II. Тя е марка „Уинчестър“ и е произведена през 1866 г., а от 1952 г. е дадена на съхранение в Историческия музей „Стою Шишков“ в Смолян.
Концертна програма на Представителен Фолклорен ансамбъл „Шевица“, с млади изпълнители е уредена на пл. „Олимпийски“. На специално създаден кът за снимки любителите могат да се снимат, както и да посетият лично еко пътека „Старата воденица“, където е снимана част от филма „Капитан Петко войвода“.